# 屠密
屠密（1888年—1950年），字仲慎，江蘇省武進縣人，日本東京高等工業學校畢業，工科進士。

## 生平
宣統二年（1911年）九月初二日壬寅，經學部驗看考試列最優等，賞給工科進士。
宣統二年（1911年）五月十一日，廷試列二等，授翰林院庶吉士。
民國間，曾任天津高等工業學校教務主任。